# Will Lütgert

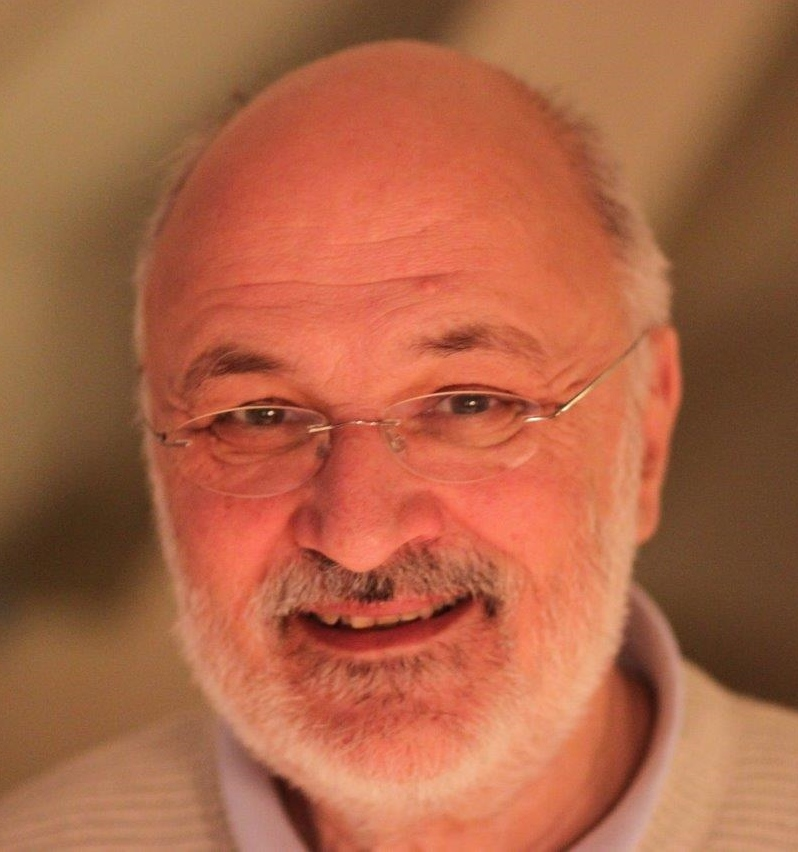
Will Lütgert (2013)

Wilhelm-Joachim „Will“ Lütgert (* 1941) ist ein deutscher Pädagoge und war Inhaber des Lehrstuhls für Schulpädagogik/Didaktik an der Friedrich-Schiller-Universität Jena.

## Leben
Lütgert studierte an den Universitäten Heidelberg und Göttingen und war nach dem Studium Assistent bzw. Oberassistent an der Universität Bielefeld. In dieser Funktion wirkte er mit am Aufbau der Bielefelder Schulprojekte unter Leitung von Hartmut von Hentig sowie an der Gründung der Fakultät für Pädagogik, Philosophie, Psychologie. Nach Rufen an die Universität Hamburg und an die Freie Universität Berlin im Jahr 1978 übernahm er 1982 eine Professur für Schulpädagogik und Didaktik an der Universität Bielefeld. Seine Forschungsschwerpunkte lagen im Bereich der Curriculumforschung und -entwicklung. In den späten 1970er und frühen 1980er Jahren adaptierte er zusammen mit Kollegen das Curriculum „People and Technology“ („Mensch und Technik“) und entwickelte zusammen mit dem Historiker und Museumsfachmann Thomas Schuler die Unterrichtssequenz „Bei Bauern und Leinewebern“. Beide Werke gehen auf den Einfluss von Jerome Bruner und dessen Konzepte des Spiralcurriculums und des Entdeckenden Lernens zurück.
1989 wurde Will Lütgert als Nachfolger Hartmut von Hentigs und Theodor Schulzes zum Leiter der wissenschaftlichen Einrichtung Laborschule der Universität Bielefeld  ernannt. 1992 gelang es ihm zusammen mit Bielefelder und Kasseler Kollegen, ein DFG-Graduiertenkolleg mit dem Thema „Schulentwicklung an Reformschulen im Hinblick auf das allgemeine Schulwesen“ einzuwerben.
1993 übernahm Lütgert einen Lehrstuhl für Schulpädagogik/Didaktik an der Friedrich-Schiller-Universität in Jena. Gleichzeitig lehnte er einen Ruf der Martin-Luther-Universität Halle-Wittenberg auf einen Lehrstuhl für Grundschulpädagogik ab. In Jena  galt sein Forschungsinteresse der Unterrichtsentwicklung an Reformschulen und der Lehrerbildung. Von 1994 bis 2002 begleitete er die Unterrichtsreform der Lobdeburgschule Jena und beriet nach 2008 die Reform der Jenaplan-Schule. Beide Schulen wurden zu Prototypen der Thüringer Gemeinschaftsschule. An der Universität entwickelte er das Jenaer Modell der Lehrerbildung und gründete das Zentrum für Lehrerbildung und Bildungsforschung.
Lütgert war zusammen mit Wolfgang Klafki, Gunter Otto und Theodor Schulze im Auftrag der Kommission Schulpädagogik und Didaktik der Deutschen Gesellschaft für Erziehungswissenschaft (DGfE) Herausgeber der Reihe „Studien zur Schulpädagogik und Didaktik“ (Weinheim: Beltz). Von 2010 bis 2020 war Lütgert Mitglied der Aufsichtsgremien der Vorgängereinrichtungen der Evangelischen Schulstiftung in Mitteldeutschland St. Johannes.
2019 erhielt Lütgert den Salzmann-Preis des Freistaats Thüringen.

## Schriften (Auswahl)
- 1983 zusammen mit Hans-Ulrich Stephan: Implementation und Evaluation von Curricula: deutschsprachiger Raum. In Uwe Hameyer, Karl Frey und Henning Haft (Hrsg.): Handbuch der Curriculumforschung. Weinheim/Basel: Beltz. S. 501–520.
- 1985 zusammen mit Henning Schüler und Jürgen Halfar: Reformschulen in der Bundesrepublik Deutschland. Ton-Dia-Sequenzen. Grünwald bei München: FWU.
- 1992 als Herausgeber: Einsichten: Berichte aus der Bielefelder Laborschule. Bielefeld: Laborschule des Landes NRW.
- 2001 als Herausgeber zusammen mit Ralf Koerrenz: Jena-Plan – über die Schulpädagogik hinaus. Weinheim und Basel: Beltz.
- 2001 zusammen mit Klaus Jürgen Tillmann, Silvia-Iris Beutel, Michael Jachmann und Witlof Vollstädt: Leistungsbeurteilung und Leistungsrückmeldung an Hamburger Schulen. Hamburg: Behörde für Schule, Jugend und Berufsbildung.
- 2002 als Herausgeber zusammen mit Peter Hallpap: Didaktik in Jena. Jena: ZLD.
- 2008 als Herausgeber zusammen mit Alexander Gröschner und Karin Kleinespel: Die Zukunft der Lehrerbildung. Entwicklungslinien, Rahmenbedingungen, Grundlagen. Weinheim/Basel: Beltz.
- 2012 Die Rezeption des Jenaplans und der Petersen-Pädagogik in der Bundesrepublik zwischen 1952 und 1990. In: Peter Fauser, Jürgen John und Rüdiger Stutz (Hrsg.): Peter Petersen und die Jenaplan-Pädagogik. Stuttgart: Franz Steiner Verlag. S. 409–426.
- 2014 Die ganze Lehrerbildung – Zur Entstehungsgeschichte des Praxissemesters im Jenaer Modell. In: Karin Kleinespel (Hrsg.): Ein Praxissemester in der Lehrerbildung. Konzepte, Befunde und Entwicklungsperspektiven am Beispiel des Jenaer Modells. Bad Heilbrunn: Julius Klinkhardt. S. 10–31.
- 2020 als Herausgeber zusammen mit Florian Hesse: Auf die Lernbegleitung kommt es an! Konzepte und Befunde zu Praxisphasen in der Lehrerbildung. Bad Heilbrunn: Julius Klinkhardt.
- 2024 zusammen mit Karin Kleinespel: Die Pädagogik als Wissenschaft muss eine Wissenschaft für Lehrer und Schüler sein – und nicht über sie. In: Christian Timo Zenke, Rainer Devantié und Nicole Freke (Hrsg.): Im Alltag der Reform – Gespräche zu den Gründungs- und Anfangsjahren der Laborschule Bielefeld. Bad Heilbrunn: Julius Klinkhardt. S. 31–66.